# Warne 8 HP
Der Warne 8 HP (alternative Schreibweise: Warne 8 hp) war das einzige Pkw-Modell des britischen Automobilherstellers Pearsall Warne. Die Produktion lief von 1913 bis 1915. Mitte 1913 entstanden sechs Autos pro Woche.

## Beschreibung
Das Fahrzeug war ein vierrädriges Cyclecar.  Angetrieben wurde der Wagen von einem V2-Motor von J.A.P. mit 964 cm³ Hubraum, der 8 bhp (5,9 kW) leistete. Ab 1915 wurde ein Motor mit 1070 cm³ Hubraum verwendet. Die Motoren waren zwar luftgekühlt, aber eine Kühlerattrappe verlieh den Autos ein konventionelleres Aussehen. Die Motorkraft wurde über Riemen an die Hinterräder weitergeleitet.
Der Wagen hatte einen leichten, zweisitzigen Aufbau mit komplettem Wetterschutz. Bei einem Radstand von 1981 bis 2134 mm betrug die Länge 2896 mm und die Breite 1270 mm. Das Leergewicht war mit 305 bis 356 kg angegeben. Alle Räder waren an halbelliptischen Blattfedern aufgehängt.
Der Neupreis betrug £ 99.
Ein Fahrzeug existiert heute noch. Es war im Automobilmuseum Stainz in Stainz ausgestellt.